# ASTRO-C

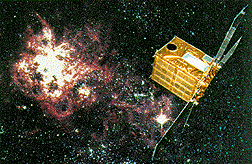
L'ASTRO-C.

L'ASTRO-C, rebatejat com Ginga (galàxia en japonès) després del seu llançament va ser el tercer satèl·lit llançat per estudiar el cel en raigs X des del Japó. Va ser llançat el 5 de febrer del 1987 des del Kagoshima Space Center a una òrbita amb uns 510 km de perigeu i 670 d'apogeu, amb una inclinació de 31º i un període d'uns 96 minuts. El satèl·lit va operar fins a l'1 de novembre del 1991, data en què s'incinià a l'atmosfera. El programa d'observació estava obert a científics del Japó, Estats Units, Regne Unit i alguns països europeus. Els instruments que portava a bord aquest satèl·lit eren els següents:
- Large Àrea Proportional Counter (LAC 1,7-37 keV, desenvolupat en col·laboració amb el Regne Unit)
- All-Sky Monitor (ASM 1-20 keV)
- Gamma-ray Burst Detector (GBD 1,5-500 keV, desenvolupat en col·laboració amb els Estats Units)